# Хоккей с шайбой на зимних Олимпийских играх 2010 (мужчины)
Мужской хоккейный турнир на зимних Олимпийских играх 2010 года проходил с 16 по 28 февраля в Ванкувере, Канада. Матчи турнира проводились в «Канада Хоккей Плэйс» (на время Олимпиады переименованная «Роджерс-арена») и в Зимнем спортивном центре UBC. Это уже четвёртая Олимпиада, в которой принимали участие игроки Национальной хоккейной лиги. В соревновании принимали участие 9 лучших команд согласно мировому рейтингу ИИХФ 2009 года, составленному после чемпионата мира 2008, и 3 команды, победившие в своих группах в финальном этапе квалификации.
Сборная Канады завоевала золотые медали, одолев в финале сборную США в овертайме со счётом 3:2. Победу канадцам принёс точный бросок Сидни Кросби на 68-й минуте. Бронзовую медаль выиграла сборная Финляндии, победившая в матче за третье место сборную Словакии — 5:3. Самым ценным игроком хоккейного турнира на Олимпийских играх в Ванкувере был признан вратарь сборной США Райан Миллер.
Во время турнира финский нападающий Теему Селянне стал лидером Олимпиад по количеству набранных очков. Его голевая передача в матче против сборной Германии стала 37-м очком Селянне на Олимпийских играх. Завоевав этот результативный балл он опередил советского игрока Валерия Харламова, чехословака Властимила Бубника и канадца Гарри Уотсона. Вратарь сборной Швеции Хенрик Лундквист установил современный рекорд Олимпиад по продолжительности «сухой» серии. Начиная от финала турнира 2006 года и заканчивая четвертьфиналом против сборной Словакии, его серия продлилась 172 минуты и 32 секунды.

## Медалисты
| Золото | Серебро | Бронза |
| КанадаРоберто Луонго · Марк-Андре Флёри · Мартин Бродёр · Данкан Кит · Ши Уэбер · Брент Сибрук · Дрю Даути · Крис Пронгер · Дэн Бойл · Скотт Нидермайер · Бренден Морроу · Патрик Марло · Джером Игинла · Дэни Хитли · Джонатан Тэйвз · Майк Ричардс · Джо Торнтон · Эрик Стаал · Кори Перри · Патрис Бержерон · Райан Гетцлаф · Рик Нэш · Сидни Кросби | СШАДжонатан Куик · Тим Томас · Райан Миллер · Эрик Джонсон · Тим Глисон · Джек Джонсон · Райан Уитни · Райан Сутер · Брайан Рафалски · Брукс Орпик · Зак Паризе · Райан Мэлоун · Джейми Лангенбруннер · Джо Павелски · Райан Кеслер · Крис Друри · Райан Кэллахан · Пол Штястны · Дастин Браун · Дэвид Бэкес · Бобби Райан · Фил Кессел · Патрик Кейн | ФинляндияАнтеро Ниитимяки · Никлас Оскар Бекстрём · Миикка Кипрусофф · Лассе Кукконен · Сами Сало · Сами Лепистё · Янне Нискала · Йони Питкянен · Тони Людман · Киммо Тимонен · Теему Селянне · Микко Койву · Никлас Хагман · Саку Койву · Олли Йокинен · Туомо Рууту · Вилле Пелтонен · Антти Миеттинен · Йере Лехтинен · Яркко Рууту · Нико Капанен · Валттери Филппула · Яркко Иммонен |

## Квалификация
| Турнир | Дата                         | Место проведения   | Мест | Команды                                                              |
| --- | ---------------------------- | ------------------ | ---- | -------------------------------------------------------------------- |
| Мировой рейтинг ИИХФ 2008 Включает в себя следующие события: Чемпионат мира 2005 Зимние Олимпийские игры 2006 Чемпионат мира 2006 Чемпионат мира 2007 Чемпионат мира 2008 | 30 апреля 2005 — 18 мая 2008 | Квебек и Галифакс^ | 9    | Канада Чехия Финляндия Беларусь Россия Словакия Швеция Швейцария США |
| Финальный квалификационный турнир | 5 — 8 февраля 2013           | Ганновер           | 1    | Германия                                                             |
| Финальный квалификационный турнир | 5 — 8 февраля 2013           | Рига               | 1    | Латвия                                                               |
| Финальный квалификационный турнир | 5 — 8 февраля 2013           | Осло               | 1    | Норвегия                                                             |
| Всего |                              |                    | 12   |                                                                      |

^ Результаты последнего чемпионата мира, проходившего в Канаде, имели наибольший вес в рейтинге.

## Составы
| Группа A                              | Группа B                             | Группа C                                     |
| ------------------------------------- | ------------------------------------ | -------------------------------------------- |
| - Канада - Швейцария - США - Норвегия | - Словакия - Чехия - Латвия - Россия | - Финляндия - Швеция - Германия - Белоруссия |

## Судьи
ИИХФ и Национальная хоккейная лига утвердила 14 главных и 14 линейных судей для обслуживания матчей мужского хоккейного турнира Олимпийских игр 2010 года. Все судьи из Северной Америки за исключением Гая Пеллерина, Питера Феолы и Сильвена Лозье представляли НХЛ. Для американского судьи Денниса ЛаРю эта Олимпиада стала четвёртой в карьере.
| Главные судьи - Брент Райбер - Данни Курманн - Дэниэль О’Хэллоран - Гай Пеллерин - Марк Жоанетт - Брэд Уотсон - Билл Маккрири | Главные судьи - Пол Деворски - Деннис ЛаРю - Кристофер Руни - Петер Орсаг - Вячеслав Буланов - Юри Рённ - Маркус Виннерборг | Линейные судьи - Шэйн Хейер - Сильвен Лозье - Жан Морин - Джей Шэррерс - Питер Феола - Брайан Мерфи - Тор Нельсон | Линейные судьи - Тим Новак - Петр Блумель - Андрей Кича - Юрий Оскирко - Феликс Виннекенс - Стефан Фонселиус - Милан Новак |  |

## Предварительный раунд
|  | Команды, выходящие в четвертьфинал         |
|  | Команды, выходящие в квалификацию плей-офф |

### Группа A
| М | Сборная   | И | В | ВО | ПО | П | ШЗ | ШП | РШ  | О |
| - | --------- | - | - | -- | -- | - | -- | -- | --- | - |
| 1 | США       | 3 | 3 | 0  | 0  | 0 | 14 | 5  | +9  | 9 |
| 2 | Канада    | 3 | 1 | 1  | 0  | 1 | 14 | 7  | +7  | 5 |
| 3 | Швейцария | 3 | 0 | 1  | 1  | 1 | 8  | 10 | −2  | 3 |
| 4 | Норвегия  | 3 | 0 | 0  | 1  | 2 | 5  | 19 | −14 | 1 |

Время местное (UTC-8).
| 16 февраля 2010 12:00 | США | 3:1 (1:0, 2:0, 0:1) | Швейцария | Канада Хоккей Плэйс, Ванкувер Зрителей: 16 706 |

| Отчёт                                                                          | Отчёт                      | Отчёт                                                | Отчёт                      | Отчёт                                      |
| ------------------------------------------------------------------------------ | -------------------------- | ---------------------------------------------------- | -------------------------- | ------------------------------------------ |
|                                                                                |                            |                                                      |                            |                                            |
|                                                                                | Райан Миллер — 00:00-60:00 | Вратари                                              | 00:00-60:00 — Йонас Хиллер | Судьи: Вячеслав Буланов Дэниэль О'Хэллоран |
|                                                                                | Голы:                      |                                                      |                            | Судьи: Вячеслав Буланов Дэниэль О'Хэллоран |
| Бобби Райан — 18:59 Дэвид Бэкес — 25:52 Райан Мэлоун (бол.) — 28:25 (Р. Сутер) | 1:0 2:0 3:0 3:1            | 49:45 — Роман Вик (бол.) (Х. Доменичелли, М. Штрайт) |                            | Судьи: Вячеслав Буланов Дэниэль О'Хэллоран |
|                                                                                |                            |                                                      |                            | Судьи: Вячеслав Буланов Дэниэль О'Хэллоран |
|                                                                                |                            |                                                      |                            | Судьи: Вячеслав Буланов Дэниэль О'Хэллоран |
|                                                                                |                            |                                                      |                            | Судьи: Вячеслав Буланов Дэниэль О'Хэллоран |
| 4 мин                                                                          | Штраф                      | 6 мин                                                |                            | Судьи: Вячеслав Буланов Дэниэль О'Хэллоран |
|                                                                                |                            |                                                      |                            |                                            |
|                                                                                | 24                         | Броски                                               | 15                         |                                            |

| 16 февраля 2010 16:30 | Канада | 8:0 (0:0, 3:0, 5:0) | Норвегия | Канада Хоккей Плэйс, Ванкувер Зрителей: 16 652 |

| Отчёт | Отчёт                           | Отчёт   | Отчёт                                                    | Отчёт                          |
| --- | ------------------------------- | ------- | -------------------------------------------------------- | ------------------------------ |
| |                                 |         |                                                          |                                |
| | Роберто Люонго — 00:00-60:00    | Вратари | 00:00-44:29 — Пол Гротнес 44:29-60:00 — Андре Люсенстоен | Судьи: Юри Рённ Кристофер Руни |
| | Голы:                           |         |                                                          | Судьи: Юри Рённ Кристофер Руни |
| Джером Игинла (бол.) — 22:30 (С. Кросби, Д. Даути) Дэни Хитли — 24:27 (К. Пронгер, Дж. Торнтон) Майк Ричардс — 31:06 (П. Бержерон, Ш. Уэбер) Райан Гецлаф — 44:29 (С. Нидермайер, Дж. Тэйвз) Дэни Хитли (бол.) — 46:43 (П. Марло, Д. Бойл) Джером Игинла — 47:36 (Р. Нэш, С. Кросби) Кори Перри — 51:03 (Э. Стаал, Д. Бойл) Джером Игинла — 58:11 (Р. Нэш, С. Кросби) | 1:0 2:0 3:0 4:0 5:0 6:0 7:0 8:0 |         |                                                          | Судьи: Юри Рённ Кристофер Руни |
| |                                 |         |                                                          | Судьи: Юри Рённ Кристофер Руни |
| |                                 |         |                                                          | Судьи: Юри Рённ Кристофер Руни |
| |                                 |         |                                                          | Судьи: Юри Рённ Кристофер Руни |
| 10 мин | Штраф                           | 12 мин  |                                                          | Судьи: Юри Рённ Кристофер Руни |
| |                                 |         |                                                          |                                |
| | 42                              | Броски  | 15                                                       |                                |

| 18 февраля 2010 12:00 | США | 6:1 (2:0, 1:1, 3:0) | Норвегия | Канада Хоккей Плэйс, Ванкувер Зрителей: 16 710 |

| Отчёт | Отчёт                       | Отчёт                         | Отчёт                     | Отчёт                            |
| --- | --------------------------- | ----------------------------- | ------------------------- | -------------------------------- |
| |                             |                               |                           |                                  |
| | Райан Миллер — 00:00-60:00  | Вратари                       | 00:00-60:00 — Пол Гротнес | Судьи: Марк Жоанетт Гай Пеллерин |
| | Голы:                       |                               |                           | Судьи: Марк Жоанетт Гай Пеллерин |
| Фил Кессел — 02:39 (Дж. Павелски, Р. Мэлоун) Крис Друри — 13:04 (Р. Кэллахан, Д. Бэкес) Патрик Кейн — 25:52 (З. Паризе) Райан Мэлоун — 54:19 (Дж. Джонсон, Р. Миллер) Брайан Рафалски (бол.) — 57:00 (З. Паризе, Ф. Кессел) Брайан Рафалски — 59:23 (Р. Сутер, Дж. Павелски) | 1:0 2:0 3:0 3:1 4:1 5:1 6:1 | 28:37 — Мариус Хольтет (мен.) |                           | Судьи: Марк Жоанетт Гай Пеллерин |
| |                             |                               |                           | Судьи: Марк Жоанетт Гай Пеллерин |
| |                             |                               |                           | Судьи: Марк Жоанетт Гай Пеллерин |
| |                             |                               |                           | Судьи: Марк Жоанетт Гай Пеллерин |
| 4 мин | Штраф                       | 10 мин                        |                           | Судьи: Марк Жоанетт Гай Пеллерин |
| |                             |                               |                           |                                  |
| | 39                          | Броски                        | 11                        |                                  |

| 18 февраля 2010 16:30 | Швейцария | 2:3 (Б) (0:1, 2:0, 0:0, 0:0, 0:1) | Канада | Канада Хоккей Плэйс, Ванкувер Зрителей: 17 019 |

| Отчёт                                                                                        | Отчёт                      | Отчёт | Отчёт                       | Отчёт                                |
| -------------------------------------------------------------------------------------------- | -------------------------- | --- | --------------------------- | ------------------------------------ |
|                                                                                              |                            | |                             |                                      |
|                                                                                              | Йонас Хиллер — 00:00-65:00 | Вратари | 00:00-65:00 — Мартин Бродёр | Судьи: Деннис ЛаРю Маркус Виннерборг |
|                                                                                              | Голы:                      | |                             | Судьи: Деннис ЛаРю Маркус Виннерборг |
| Иво Рютеман — 28:59 (М. Плюсс, Т. Патерлини) Патрик фон Гунтен — 39:50 (Т. Монне, Ф. Фуррер) | 0:1 0:2 1:2 2:2 2:3        | 09:21 — Дэни Хитли (П. Марло, Дж. Тэйвз) 20:35 — Патрик Марло (бол.) (Д. Хитли, Ш. Уэбер) 65:00 — Сидни Кросби (поб. бул.) |                             | Судьи: Деннис ЛаРю Маркус Виннерборг |
|                                                                                              | Буллиты:                   | |                             | Судьи: Деннис ЛаРю Маркус Виннерборг |
| Хнат Доменичелли Романо Лемм Роман Вик Мартин Плюсс                                          |                            | Сидни Кросби Джонатан Тэйвз Райан Гецлаф Сидни Кросби                                                                      |                             | Судьи: Деннис ЛаРю Маркус Виннерборг |
|                                                                                              |                            | |                             | Судьи: Деннис ЛаРю Маркус Виннерборг |
| 14 мин                                                                                       | Штраф                      | 2 мин |                             | Судьи: Деннис ЛаРю Маркус Виннерборг |
|                                                                                              |                            | |                             |                                      |
|                                                                                              | 23                         | Броски | 47                          |                                      |

| 20 февраля 2010 12:00 | Норвегия | 4:5 (OT) (1:1, 2:2, 1:1, 0:1) | Швейцария | Канада Хоккей Плэйс, Ванкувер Зрителей: 16 952 |

| Отчёт | Отчёт                            | Отчёт | Отчёт                      | Отчёт                           |
| --- | -------------------------------- | --- | -------------------------- | ------------------------------- |
| |                                  | |                            |                                 |
| | Пол Гротнес — 00:00-62:28        | Вратари | 00:00-62:28 — Йонас Хиллер | Судьи: Пол Деворски Петер Орсаг |
| | Голы:                            | |                            | Судьи: Пол Деворски Петер Орсаг |
| Торе Викинстад — 12:21 (П. Торесен, Т. Якобсен) Мадс Хансен (бол.) — 25:24 (П. Торесен) Торе Викинстад — 38:46 (М. Цуккарелло, М. Олимб) Торе Викинстад — 52:18 (П. Торесен) | 0:1 :1 2:1 2:2 2:3 :3 3:4 :4 4:5 | 01:03 — Юлин Шпрунгер (Х. Доменичелли, Р. Санниц) 29:15 — Роман Вик (М. Зегер, М. Плюсс) 35:42 — Раффаэль Санниц (М. Зегер, Р. Вик) 49:56 — Зеверин Блинденбахер (бол.) (Р. Вик, М. Штрайт) 62:28 — Романо Лемм (С. Жаннен) |                            | Судьи: Пол Деворски Петер Орсаг |
| |                                  | |                            | Судьи: Пол Деворски Петер Орсаг |
| |                                  | |                            | Судьи: Пол Деворски Петер Орсаг |
| |                                  | |                            | Судьи: Пол Деворски Петер Орсаг |
| 4 мин | Штраф                            | 10 мин |                            | Судьи: Пол Деворски Петер Орсаг |
| |                                  | |                            |                                 |
| | 23                               | Броски | 38                         |                                 |

| 21 февраля 2010 16:40 | Канада | 3:5 (1:2, 1:1, 1:2) | США | Канада Хоккей Плэйс, Ванкувер Зрителей: 16 910 |

| Отчёт | Отчёт                                   | Отчёт | Отчёт                      | Отчёт                             |
| --- | --------------------------------------- | --- | -------------------------- | --------------------------------- |
| |                                         | |                            |                                   |
| | Мартин Бродёр — 00:00-59:03 59:15-59:30 | Вратари | 00:00-60:00 — Райан Миллер | Судьи: Кристофер Руни Брэд Уотсон |
| | Голы:                                   | |                            | Судьи: Кристофер Руни Брэд Уотсон |
| Эрик Стаал — 08:53 (Б. Сибрук, Дж. Тэйвз) Дэни Хитли — 23:32 (Дж. Тэйвз, Ш. Уэбер) Сидни Кросби (бол.) — 56:51 (Р. Нэш, Д. Кит) | 0:1 :1 1:2 :2 2:3 2:4 3:4 3:5           | 00:41 — Брайан Рафалски (Р. Сутер, Дж. Лангенбруннер) 09:15 — Брайан Рафалски 36:46 — Крис Друри (Б. Райан, Д. Бэкес) 47:09 — Джейми Лангенбруннер (бол.) (Б. Рафалски, Р. Сутер) 59:15 — Райан Кеслер (п.в.) (З. Паризе) |                            | Судьи: Кристофер Руни Брэд Уотсон |
| |                                         | |                            | Судьи: Кристофер Руни Брэд Уотсон |
| |                                         | |                            | Судьи: Кристофер Руни Брэд Уотсон |
| |                                         | |                            | Судьи: Кристофер Руни Брэд Уотсон |
| 8 мин | Штраф                                   | 6 мин |                            | Судьи: Кристофер Руни Брэд Уотсон |
| |                                         | |                            |                                   |
| | 45                                      | Броски | 23                         |                                   |

### Группа B
| М | Сборная  | И | В | ВО | ПО | П | ШЗ | ШП | РШ  | О |
| - | -------- | - | - | -- | -- | - | -- | -- | --- | - |
| 1 | Россия   | 3 | 2 | 0  | 1  | 0 | 13 | 6  | +7  | 7 |
| 2 | Чехия    | 3 | 2 | 0  | 0  | 1 | 10 | 7  | +3  | 6 |
| 3 | Словакия | 3 | 1 | 1  | 0  | 1 | 9  | 4  | +6  | 5 |
| 4 | Латвия   | 3 | 0 | 0  | 0  | 3 | 4  | 19 | −15 | 0 |

Время местное (UTC-8).
| 16 февраля 2010 21:00 | Россия | 8:2 (3:0, 1:0, 4:2) | Латвия | Канада Хоккей Плэйс, Ванкувер Зрителей: 16 862 |

| Отчёт | Отчёт                                   | Отчёт                                                                                             | Отчёт                           | Отчёт                                |
| --- | --------------------------------------- | ------------------------------------------------------------------------------------------------- | ------------------------------- | ------------------------------------ |
| |                                         |                                                                                                   |                                 |                                      |
| | Евгений Набоков — 00:00-60:00           | Вратари                                                                                           | 00:00-60:00 — Эдгарс Масальскис | Судьи: Деннис ЛаРю Маркус Виннерборг |
| | Голы:                                   |                                                                                                   |                                 | Судьи: Деннис ЛаРю Маркус Виннерборг |
| Данис Зарипов — 02:38 (С. Фёдоров, И. Никулин) Александр Радулов — 07:46 (С. Фёдоров, Д. Калинин) Александр Овечкин — 19:25 (С. Сёмин) Евгений Малкин (бол.) — 38:18 (М. Афиногенов, И. Ковальчук) Александр Овечкин — 40:59 (П. Дацюк) Данис Зарипов — 41:30 (С. Зиновьев) Илья Ковальчук — 43:04 (Е. Малкин, Ф. Тютин) Алексей Морозов — 58:57 (А. Марков) | 1:0 2:0 3:0 4:0 4:1 5:1 6:1 7:1 7:2 8:2 | 40:33 — Херберт Васильев (А. Ниживий, М. Ципулис) 43:35 — Гиртс Анкипанс (Я. Спруктс, М. Карсумс) |                                 | Судьи: Деннис ЛаРю Маркус Виннерборг |
| |                                         |                                                                                                   |                                 | Судьи: Деннис ЛаРю Маркус Виннерборг |
| |                                         |                                                                                                   |                                 | Судьи: Деннис ЛаРю Маркус Виннерборг |
| |                                         |                                                                                                   |                                 | Судьи: Деннис ЛаРю Маркус Виннерборг |
| 10 мин | Штраф                                   | 16 мин                                                                                            |                                 | Судьи: Деннис ЛаРю Маркус Виннерборг |
| |                                         |                                                                                                   |                                 |                                      |
| | 45                                      | Броски                                                                                            | 20                              |                                      |

| 17 февраля 2010 21:00 | Чехия | 3:1 (1:0, 2:1, 0:0) | Словакия | Канада Хоккей Плэйс, Ванкувер Зрителей: 16 924 |

| Отчёт | Отчёт                      | Отчёт                                             | Отчёт                       | Отчёт                           |
| --- | -------------------------- | ------------------------------------------------- | --------------------------- | ------------------------------- |
| |                            |                                                   |                             |                                 |
| | Томаш Вокоун — 00:00-60:00 | Вратари                                           | 00:00-60:00 — Ярослав Галак | Судьи: Брент Райбер Брэд Уотсон |
| | Голы:                      |                                                   |                             | Судьи: Брент Райбер Брэд Уотсон |
| Патрик Элиаш — 09:02 (М. Гавлат, М. Блатяк) Яромир Ягр — 37:56 (Р. Червенка) Томаш Плеканец (бол.) — 39:58 (Я. Ягр, М. Жидлицки) | 1:0 1:1 2:1 3:1            | 20:47 — Мариан Габорик (Мариан Госса, П. Демитра) |                             | Судьи: Брент Райбер Брэд Уотсон |
| |                            |                                                   |                             | Судьи: Брент Райбер Брэд Уотсон |
| |                            |                                                   |                             | Судьи: Брент Райбер Брэд Уотсон |
| |                            |                                                   |                             | Судьи: Брент Райбер Брэд Уотсон |
| 8 мин | Штраф                      | 12 мин                                            |                             | Судьи: Брент Райбер Брэд Уотсон |
| |                            |                                                   |                             |                                 |
| | 24                         | Броски                                            | 35                          |                                 |

| 18 февраля 2010 21:00 | Словакия | 2:1 (Б) (0:0, 0:1, 1:0, 0:0, 1:0) | Россия | Канада Хоккей Плэйс, Ванкувер Зрителей: 17 202 |

| Отчёт                                                                                             | Отчёт                       | Отчёт | Отчёт                        | Отчёт                              |
| ------------------------------------------------------------------------------------------------- | --------------------------- | --- | ---------------------------- | ---------------------------------- |
|                                                                                                   |                             | |                              |                                    |
|                                                                                                   | Ярослав Галак — 00:00-65:00 | Вратари | 00:00-65:00 — Илья Брызгалов | Судьи: Данни Курманн Билл Маккрири |
|                                                                                                   | Голы:                       | |                              | Судьи: Данни Курманн Билл Маккрири |
| Мариан Госса — 49:48 (П. Демитра, Марцел Госса) Павол Демитра (поб. бул.) — 65:00                 | 0:1 :1 2:1                  | 25:32 — Алексей Морозов (А. Марков, С. Зиновьев)                                                                |                              | Судьи: Данни Курманн Билл Маккрири |
|                                                                                                   | Буллиты:                    | |                              | Судьи: Данни Курманн Билл Маккрири |
| Йозеф Штумпел Павол Демитра Мариан Госса Йозеф Штумпел Михал Гандзуш Мариан Габорик Павол Демитра |                             | Алексей Морозов Александр Овечкин Павел Дацюк Александр Овечкин Илья Ковальчук Александр Овечкин Евгений Малкин |                              | Судьи: Данни Курманн Билл Маккрири |
|                                                                                                   |                             | |                              | Судьи: Данни Курманн Билл Маккрири |
| 10 мин                                                                                            | Штраф                       | 6 мин |                              | Судьи: Данни Курманн Билл Маккрири |
|                                                                                                   |                             | |                              |                                    |
|                                                                                                   | 33                          | Броски | 37                           |                                    |

| 19 февраля 2010 16:30 | Чехия | 5:2 (3:0, 1:2, 1:0) | Латвия | Канада Хоккей Плэйс, Ванкувер Зрителей: 16 984 |

| Отчёт | Отчёт                       | Отчёт                                                                                       | Отчёт                                       | Отчёт                          |
| --- | --------------------------- | ------------------------------------------------------------------------------------------- | ------------------------------------------- | ------------------------------ |
| |                             |                                                                                             |                                             |                                |
| | Томаш Вокоун — 00:00-60:00  | Вратари                                                                                     | 00:00-59:07 — Эдгарс Масальскис 59:42-60:00 | Судьи: Юри Рённ Кристофер Руни |
| | Голы:                       |                                                                                             |                                             | Судьи: Юри Рённ Кристофер Руни |
| Давид Крейчи — 02:30 (М. Эрат, Т. Флейшманн) Збынек Михалек — 03:33 (М. Жидлицки, Т. Плеканец) Яромир Ягр (бол.) — 05:07 (М. Жидлицки, Т. Каберле) Томаш Каберле (бол.) — 26:33 (П. Элиаш, М. Жидлицки) Патрик Элиаш (п.в.) — 59:42 | 1:0 2:0 3:0 4:0 4:1 4:2 5:2 | 35:30 — Кристапс Сотниекс (Х. Васильев) 38:26 — Гиртс Анкипанс (бол.) (М. Карсумс, Г. Пуяц) |                                             | Судьи: Юри Рённ Кристофер Руни |
| |                             |                                                                                             |                                             | Судьи: Юри Рённ Кристофер Руни |
| |                             |                                                                                             |                                             | Судьи: Юри Рённ Кристофер Руни |
| |                             |                                                                                             |                                             | Судьи: Юри Рённ Кристофер Руни |
| 10 мин | Штраф                       | 26 мин                                                                                      |                                             | Судьи: Юри Рённ Кристофер Руни |
| |                             |                                                                                             |                                             |                                |
| | 39                          | Броски                                                                                      | 18                                          |                                |

| 20 февраля 2010 16:30 | Латвия | 0:6 (0:3, 0:2, 0:1) | Словакия | Канада Хоккей Плэйс, Ванкувер Зрителей: 17 023 |

| Отчёт | Отчёт                           | Отчёт | Отчёт                       | Отчёт                                       |
| ----- | ------------------------------- | --- | --------------------------- | ------------------------------------------- |
|       |                                 | |                             |                                             |
|       | Эдгарс Масальскис — 00:00-60:00 | Вратари | 00:00-60:00 — Ярослав Галак | Судьи: Дэниэль О'Хэллоран Маркус Виннерборг |
|       | Голы:                           | |                             | Судьи: Дэниэль О'Хэллоран Маркус Виннерборг |
|       | 0:1 0:2 0:3 0:4 0:5 0:6         | 02:44 — Любомир Вишнёвский (бол.) (Й. Штумпел, Р. Зедник) 09:11 — Рихард Зедник (М. Гандзуш, Л. Бартечко) 17:08 — Йозеф Штумпел (Ж. Палффи) 21:07 — Мариан Госса (бол.) (Й. Штумпел) 22:20 — Михал Гандзуш 57:20 — Иван Баранка (М. Штрбак, М. Гандзуш) |                             | Судьи: Дэниэль О'Хэллоран Маркус Виннерборг |
|       |                                 | |                             | Судьи: Дэниэль О'Хэллоран Маркус Виннерборг |
|       |                                 | |                             | Судьи: Дэниэль О'Хэллоран Маркус Виннерборг |
|       |                                 | |                             | Судьи: Дэниэль О'Хэллоран Маркус Виннерборг |
| 6 мин | Штраф                           | 8 мин |                             | Судьи: Дэниэль О'Хэллоран Маркус Виннерборг |
|       |                                 | |                             |                                             |
|       | 21                              | Броски | 37                          |                                             |

| 21 февраля 2010 12:00 | Россия | 4:2 (1:1, 1:0, 2:1) | Чехия | Канада Хоккей Плэйс, Ванкувер Зрителей: 17 114 |

| Отчёт | Отчёт                         | Отчёт                                                                                                | Отчёт                                  | Отчёт                                  |
| --- | ----------------------------- | --- | -------------------------------------- | -------------------------------------- |
| |                               | |                                        |                                        |
| | Евгений Набоков — 00:00-60:00 | Вратари                                                                                              | 00:00-59:10 — Томаш Вокоун 59:47-60:00 | Судьи: Дэниэль О'Хэллоран Гай Пеллерин |
| | Голы:                         | |                                        | Судьи: Дэниэль О'Хэллоран Гай Пеллерин |
| Евгений Малкин (бол.) — 15:13 (П. Дацюк, А. Овечкин) Виктор Козлов — 34:34 (А. Радулов, С. Фёдоров) Евгений Малкин — 41:49 (А. Сёмин, Ф. Тютин) Павел Дацюк (п.в.) — 59:47 (Е. Малкин, А. Овечкин) | 1:0 1:1 2:1 3:1 3:2 4:2       | 19:06 — Томаш Плеканец (бол.) (П. Элиаш, Т. Каберле) 54:51 — Збынек Михалек (М. Жидлицки, М. Блатяк) |                                        | Судьи: Дэниэль О'Хэллоран Гай Пеллерин |
| |                               | |                                        | Судьи: Дэниэль О'Хэллоран Гай Пеллерин |
| |                               | |                                        | Судьи: Дэниэль О'Хэллоран Гай Пеллерин |
| |                               | |                                        | Судьи: Дэниэль О'Хэллоран Гай Пеллерин |
| 12 мин | Штраф                         | 6 мин                                                                                                |                                        | Судьи: Дэниэль О'Хэллоран Гай Пеллерин |
| |                               | |                                        |                                        |
| | 31                            | Броски                                                                                               | 25                                     |                                        |

### Группа C
| М | Сборная   | И | В | ВО | ПО | П | ШЗ | ШП | РШ | О |
| - | --------- | - | - | -- | -- | - | -- | -- | -- | - |
| 1 | Швеция    | 3 | 3 | 0  | 0  | 0 | 9  | 2  | +7 | 9 |
| 2 | Финляндия | 3 | 2 | 0  | 0  | 1 | 10 | 4  | +6 | 6 |
| 3 | Беларусь  | 3 | 1 | 0  | 0  | 2 | 8  | 12 | −4 | 3 |
| 4 | Германия  | 3 | 0 | 0  | 0  | 3 | 3  | 12 | −9 | 0 |

Время местное (UTC-8).
| 17 февраля 2010 12:00 | Финляндия | 5:1 (2:0, 1:1, 2:0) | Беларусь | Канада Хоккей Плэйс, Ванкувер Зрителей: 16 639 |

| Отчёт | Отчёт                          | Отчёт                                | Отчёт                        | Отчёт                           |
| --- | ------------------------------ | ------------------------------------ | ---------------------------- | ------------------------------- |
| |                                |                                      |                              |                                 |
| | Миикка Кипрусофф — 00:00-60:00 | Вратари                              | 00:00-60:00 — Виталий Коваль | Судьи: Пол Деворски Петер Орсаг |
| | Голы:                          |                                      |                              | Судьи: Пол Деворски Петер Орсаг |
| Олли Йокинен (бол.) — 03:24 (С. Койву, Т. Селянне) Никлас Хагман (бол.) — 17:50 (М. Койву, Й. Питкянен) Никлас Хагман — 36:52 (М. Койву) Валттери Филппула — 40:23 (М. Койву) Яркко Рууту — 52:59 (Л. Кукконен, Н. Капанен) | 1:0 2:0 2:1 3:1 4:1 5:1        | 20:21 — Сергей Костицын (С. Демагин) |                              | Судьи: Пол Деворски Петер Орсаг |
| |                                |                                      |                              | Судьи: Пол Деворски Петер Орсаг |
| |                                |                                      |                              | Судьи: Пол Деворски Петер Орсаг |
| |                                |                                      |                              | Судьи: Пол Деворски Петер Орсаг |
| 4 мин | Штраф                          | 12 мин                               |                              | Судьи: Пол Деворски Петер Орсаг |
| |                                |                                      |                              |                                 |
| | 45                             | Броски                               | 12                           |                                 |

| 17 февраля 2010 16:30 | Швеция | 2:0 (0:0, 2:0, 0:0) | Германия | Канада Хоккей Плэйс, Ванкувер Зрителей: 16 966 |

| Отчёт                                                                                       | Отчёт                          | Отчёт   | Отчёт                      | Отчёт                            |
| ------------------------------------------------------------------------------------------- | ------------------------------ | ------- | -------------------------- | -------------------------------- |
|                                                                                             |                                |         |                            |                                  |
|                                                                                             | Хенрик Лундквист — 00:00-60:00 | Вратари | 00:00-60:00 — Томас Грайсс | Судьи: Марк Жоанетт Гай Пеллерин |
|                                                                                             | Голы:                          |         |                            | Судьи: Марк Жоанетт Гай Пеллерин |
| Маттиас Олунд (бол.) — 24:29 (Т. Энстрём, М. Вейнхандль) Луи Эрикссон — 34:13 (Н. Бекстрём) | 1:0 2:0                        |         |                            | Судьи: Марк Жоанетт Гай Пеллерин |
|                                                                                             |                                |         |                            | Судьи: Марк Жоанетт Гай Пеллерин |
|                                                                                             |                                |         |                            | Судьи: Марк Жоанетт Гай Пеллерин |
|                                                                                             |                                |         |                            | Судьи: Марк Жоанетт Гай Пеллерин |
| 18 мин                                                                                      | Штраф                          | 22 мин  |                            | Судьи: Марк Жоанетт Гай Пеллерин |
|                                                                                             |                                |         |                            |                                  |
|                                                                                             | 25                             | Броски  | 21                         |                                  |

| 19 февраля 2010 12:00 | Беларусь | 2:4 (0:2, 1:1, 1:1) | Швеция | Канада Хоккей Плэйс, Ванкувер Зрителей: 16 878 |

| Отчёт                                                                                           | Отчёт                      | Отчёт | Отчёт                         | Отчёт                           |
| ----------------------------------------------------------------------------------------------- | -------------------------- | --- | ----------------------------- | ------------------------------- |
|                                                                                                 |                            | |                               |                                 |
|                                                                                                 | Андрей Мезин — 00:00-60:00 | Вратари | 00:00-60:00 — Юнас Густавссон | Судьи: Деннис ЛаРю Брент Райбер |
|                                                                                                 | Голы:                      | |                               | Судьи: Деннис ЛаРю Брент Райбер |
| Дмитрий Мелешко (бол.) — 34:40 (Н. Стасенко, А. Рядинский) Дмитрий Мелешко — 51:33 (А. Кулаков) | 0:1 0:2 0:3 1:3 2:3 2:4    | 06:40 — Даниэль Седин (Х. Седин, М. Вейнхандль) 09:04 — Даниэль Альфредссон (бол.) (М. Юханссон, Н. Бекстрём) 29:35 — Юхан Франзен (С. Польссон, Ф. Модин) 59:49 — Даниэль Альфредссон (Х. Седин, Д. Седин) |                               | Судьи: Деннис ЛаРю Брент Райбер |
|                                                                                                 |                            | |                               | Судьи: Деннис ЛаРю Брент Райбер |
|                                                                                                 |                            | |                               | Судьи: Деннис ЛаРю Брент Райбер |
|                                                                                                 |                            | |                               | Судьи: Деннис ЛаРю Брент Райбер |
| 8 мин                                                                                           | Штраф                      | 4 мин |                               | Судьи: Деннис ЛаРю Брент Райбер |
|                                                                                                 |                            | |                               |                                 |
|                                                                                                 | 19                         | Броски | 38                            |                                 |

| 19 февраля 2010 21:00 | Финляндия | 5:0 (1:0, 2:0, 2:0) | Германия | Канада Хоккей Плэйс, Ванкувер Зрителей: 16 662 |

| Отчёт | Отчёт                         | Отчёт   | Отчёт                          | Отчёт                               |
| --- | ----------------------------- | ------- | ------------------------------ | ----------------------------------- |
| |                               |         |                                |                                     |
| | Никлас Бекстрём — 00:00-60:00 | Вратари | 00:00-60:00 — Дмитрий Петцольд | Судьи: Вячеслав Буланов Брэд Уотсон |
| | Голы:                         |         |                                | Судьи: Вячеслав Буланов Брэд Уотсон |
| Туомо Рууту (бол.) — 04:21 (Я. Нискала, Н. Хагман) Киммо Тимонен (бол.) — 24:04 (С. Койву, О. Йокинен) Киммо Тимонен (бол.) — 36:03 (С. Сало, Т. Селянне) Яркко Рууту — 47:10 (В. Пелтонен, Н. Капанен) Йони Питкянен (бол.) — 49:01 (Н. Хагман) | 1:0 2:0 3:0 4:0 5:0           |         |                                | Судьи: Вячеслав Буланов Брэд Уотсон |
| |                               |         |                                | Судьи: Вячеслав Буланов Брэд Уотсон |
| |                               |         |                                | Судьи: Вячеслав Буланов Брэд Уотсон |
| |                               |         |                                | Судьи: Вячеслав Буланов Брэд Уотсон |
| 6 мин | Штраф                         | 12 мин  |                                | Судьи: Вячеслав Буланов Брэд Уотсон |
| |                               |         |                                |                                     |
| | 35                            | Броски  | 24                             |                                     |

| 20 февраля 2010 21:00 | Германия | 3:5 (1:1, 0:1, 2:3) | Беларусь | Канада Хоккей Плэйс, Ванкувер Зрителей: 16 979 |

| Отчёт | Отчёт                           | Отчёт | Отчёт                        | Отчёт                              |
| --- | ------------------------------- | --- | ---------------------------- | ---------------------------------- |
| |                                 | |                              |                                    |
| | Томас Грайсс — 00:00-58:51      | Вратари | 00:00-60:00 — Виталий Коваль | Судьи: Данни Курманн Билл Маккрири |
| | Голы:                           | |                              | Судьи: Данни Курманн Билл Маккрири |
| Деннис Зайденберг (бол.) — 05:39 (М. Штурм, М. Гоч) Джон Трипп — 51:49 (А. Ранкель) Марцель Гоч — 52:10 (Й. Хехт) | 1:0 1:1 1:2 1:3 2:3 3:3 3:4 3:5 | 10:43 — Алексей Угаров 28:36 — Алексей Калюжный (С. Костицын, Н. Стасенко) 51:10 — Сергей Костицын (К. Кольцов) 54:36 — Руслан Салей (бол.) (А. Калюжный, С. Костицын) 58:45 — Алексей Калюжный (К. Кольцов, С. Костицын) |                              | Судьи: Данни Курманн Билл Маккрири |
| |                                 | |                              | Судьи: Данни Курманн Билл Маккрири |
| |                                 | |                              | Судьи: Данни Курманн Билл Маккрири |
| |                                 | |                              | Судьи: Данни Курманн Билл Маккрири |
| 8 мин | Штраф                           | 6 мин |                              | Судьи: Данни Курманн Билл Маккрири |
| |                                 | |                              |                                    |
| | 40                              | Броски | 17                           |                                    |

| 21 февраля 2010 21:00 | Швеция | 3:0 (1:0, 2:0, 0:0) | Финляндия | Канада Хоккей Плэйс, Ванкувер Зрителей: 17 410 |

| Отчёт | Отчёт                          | Отчёт   | Отчёт                          | Отчёт                             |
| --- | ------------------------------ | ------- | ------------------------------ | --------------------------------- |
| |                                |         |                                |                                   |
| | Хенрик Лундквист — 00:00-60:00 | Вратари | 00:00-60:00 — Миикка Кипрусофф | Судьи: Марк Жоанетт Данни Курманн |
| | Голы:                          |         |                                | Судьи: Марк Жоанетт Данни Курманн |
| Луи Эрикссон (бол.) — 06:41 (Н. Бекстрём, М. Юханссон) Никлас Бекстрём — 24:19 (Д. Седин) Луи Эрикссон (бол.) — 38:08 (Ю. Франзен, Н. Бекстрём) | 1:0 2:0 3:0                    |         |                                | Судьи: Марк Жоанетт Данни Курманн |
| |                                |         |                                | Судьи: Марк Жоанетт Данни Курманн |
| |                                |         |                                | Судьи: Марк Жоанетт Данни Курманн |
| |                                |         |                                | Судьи: Марк Жоанетт Данни Курманн |
| 14 мин | Штраф                          | 33 мин  |                                | Судьи: Марк Жоанетт Данни Курманн |
| |                                |         |                                |                                   |
| | 32                             | Броски  | 20                             |                                   |

## Плей-офф
После завершения предварительного раунда, все команды были ранжированы 1D—12D. Для определения этого рейтинга использовались следующие критерии в указанном порядке:
- Первая позиция в своих группах (1D—3D);
- Большее количество очков;
- Лучшая разница шайб;
- Большее количество заброшенных шайб;
- Лучший рейтинг ИИХФ 2009.

### Рейтинг команд перед плей-офф
| М   | Сборная   | Группа | МГ | О | РШ  | ШЗ | Рейтинг |
| --- | --------- | ------ | -- | - | --- | -- | ------- |
| 1D  | США       | A      | 1  | 9 | +9  | 14 | 5       |
| 2D  | Швеция    | C      | 1  | 9 | +7  | 9  | 3       |
| 3D  | Россия    | B      | 1  | 7 | +7  | 13 | 1       |
| 4D  | Финляндия | C      | 2  | 6 | +6  | 10 | 4       |
| 5D  | Чехия     | B      | 2  | 6 | +3  | 10 | 6       |
| 6D  | Канада    | A      | 2  | 5 | +7  | 14 | 2       |
| 7D  | Словакия  | B      | 3  | 5 | +5  | 9  | 9       |
| 8D  | Швейцария | A      | 3  | 3 | −2  | 8  | 7       |
| 9D  | Беларусь  | C      | 3  | 3 | −4  | 8  | 8       |
| 10D | Норвегия  | A      | 4  | 1 | −14 | 5  | 11      |
| 11D | Германия  | C      | 4  | 0 | −9  | 3  | 12      |
| 12D | Латвия    | B      | 4  | 0 | −15 | 4  | 10      |

### Сетка
|  | Квалификация плей-офф | Квалификация плей-офф | Квалификация плей-офф | Квалификация плей-офф | Квалификация плей-офф | Квалификация плей-офф | Квалификация плей-офф | Квалификация плей-офф | Квалификация плей-офф | Квалификация плей-офф |           |   | Четвертьфинал | Четвертьфинал | Четвертьфинал | Четвертьфинал | Четвертьфинал | Четвертьфинал | Четвертьфинал | Четвертьфинал | Четвертьфинал | Четвертьфинал |    |          | Полуфинал         | Полуфинал | Полуфинал | Полуфинал | Полуфинал | Полуфинал | Полуфинал | Полуфинал | Полуфинал | Полуфинал |           |           | Финал     | Финал     | Финал     | Финал     | Финал     | Финал | Финал | Финал | Финал | Финал |
|  |                       |                       |                       |                       |                       |                       |                       |                       |                       |                       |           |   |               |               |               |               |               |               |               |               |               |               |    |          |                   |           |           |           |           |           |           |           |           |           |           |           |           |           |           |           |           |       |       |       |       |       |
|  |                       |                       |                       |                       |                       |                       |                       |                       |                       |                       |           |   |               |               |               |               |               |               |               |               |               |               |    |          |                   |           |           |           |           |           |           |           |           |           |           |           |           |           |           |           |           |       |       |       |       |       |
|  | 1D                    | США                   | США                   | США                   | США                   | США                   | США                   | США                   | США                   | 2                     |           |   |               |               |               |               |               |               |               |               |               |               |    |          |                   |           |           |           |           |           |           |           |           |           |           |           |           |           |           |           |           |       |       |       |       |       |
|  | 1D                    | США                   | США                   | США                   | США                   | США                   | США                   | США                   | США                   | 2                     |           |   |               |               |               |               |               |               |               |               |               |               |    |          |                   |           |           |           |           |           |           |           |           |           |           |           |           |           |           |           |           |       |       |       |       |       |
|  |                       |                       | 8D                    | Швейцария             | Швейцария             | Швейцария             | Швейцария             | Швейцария             | Швейцария             | Швейцария             | Швейцария | 0 |               |               |               |               |               |               |               |               |               |               |    |          |                   |           |           |           |           |           |           |           |           |           |           |           |           |           |           |           |           |       |       |       |       |       |
|  | 8D                    | Швейцария             | Швейцария             | Швейцария             | Швейцария             | Швейцария             | Швейцария             | Швейцария             | Швейцария             | Швейцария             | Швейцария | 0 | 3             |               |               |               |               |               |               |               |               |               |    |          |                   |           |           |           |           |           |           |           |           |           |           |           |           |           |           |           |           |       |       |       |       |       |
|  | 8D                    | Швейцария             | Швейцария             | Швейцария             | Швейцария             | Швейцария             | Швейцария             | Швейцария             | Швейцария             |                       |           |   | 3             |               |               |               |               |               |               |               |               |               |    |          |                   |           |           |           |           |           |           |           |           |           |           |           |           |           |           |           |           |       |       |       |       |       |
|  | 9D                    | Беларусь              | Беларусь              | Беларусь              | Беларусь              | Беларусь              | Беларусь              | Беларусь              | Беларусь              | 2                     |           |   |               |               |               |               |               |               |               |               |               |               |    |          |                   |           |           |           |           |           |           |           |           |           |           |           |           |           |           |           |           |       |       |       |       |       |
|  | 9D                    | Беларусь              | Беларусь              | Беларусь              | Беларусь              | Беларусь              | Беларусь              | Беларусь              | Беларусь              | 2                     |           |   |               |               |               |               |               |               |               |               |               |               | 1D | США      | США               | США       | США       | США       | США       | США       | США       | 6         |           |           |           |           |           |           |           |           |           |       |       |       |       |       |
|  |                       |                       |                       |                       |                       |                       |                       |                       |                       |                       |           |   |               |               |               |               |               |               |               |               |               |               | 1D | США      | США               | США       | США       | США       | США       | США       | США       | 6         |           |           |           |           |           |           |           |           |           |       |       |       |       |       |
|  |                       |                       | 4D                    | Финляндия             | Финляндия             | Финляндия             | Финляндия             | Финляндия             | Финляндия             | Финляндия             | Финляндия | 1 |               |               |               |               |               |               |               |               |               |               |    |          |                   |           |           |           |           |           |           |           |           |           |           |           |           |           |           |           |           |       |       |       |       |       |
|  |                       |                       |                       |                       |                       |                       |                       |                       |                       |                       | Финляндия | 1 |               |               |               |               |               |               |               |               |               |               |    |          |                   |           |           |           |           |           |           |           |           |           |           |           |           |           |           |           |           |       |       |       |       |       |
|  |                       |                       |                       |                       |                       |                       |                       |                       |                       |                       |           |   |               |               |               |               |               |               |               |               |               |               |    |          |                   |           |           |           |           |           |           |           |           |           |           |           |           |           |           |           |           |       |       |       |       |       |
|  |                       |                       |                       |                       |                       |                       |                       |                       |                       |                       |           |   |               |               |               |               |               |               |               |               |               |               |    |          |                   |           |           |           |           |           |           |           |           |           |           |           |           |           |           |           |           |       |       |       |       |       |
|  | 4D                    | Финляндия             | Финляндия             | Финляндия             | Финляндия             | Финляндия             | Финляндия             | Финляндия             | Финляндия             | 2                     |           |   |               |               |               |               |               |               |               |               |               |               |    |          |                   |           |           |           |           |           |           |           |           |           |           |           |           |           |           |           |           |       |       |       |       |       |
|  | 4D                    | Финляндия             | Финляндия             | Финляндия             | Финляндия             | Финляндия             | Финляндия             | Финляндия             | Финляндия             | 2                     |           |   |               |               |               |               |               |               |               |               |               |               |    |          |                   |           |           |           |           |           |           |           |           |           |           |           |           |           |           |           |           |       |       |       |       |       |
|  |                       |                       | 5D                    | Чехия                 | Чехия                 | Чехия                 | Чехия                 | Чехия                 | Чехия                 | Чехия                 | Чехия     | 0 |               |               |               |               |               |               |               |               |               |               |    |          |                   |           |           |           |           |           |           |           |           |           |           |           |           |           |           |           |           |       |       |       |       |       |
|  | 5D                    | Чехия                 | Чехия                 | Чехия                 | Чехия                 | Чехия                 | Чехия                 | Чехия                 | Чехия                 | Чехия                 | Чехия     | 0 | 3             |               |               |               |               |               |               |               |               |               |    |          |                   |           |           |           |           |           |           |           |           |           |           |           |           |           |           |           |           |       |       |       |       |       |
|  | 5D                    | Чехия                 | Чехия                 | Чехия                 | Чехия                 | Чехия                 | Чехия                 | Чехия                 | Чехия                 |                       |           |   | 3             |               |               |               |               |               |               |               |               |               |    |          |                   |           |           |           |           |           |           |           |           |           |           |           |           |           |           |           |           |       |       |       |       |       |
|  | 12D                   | Латвия                | Латвия                | Латвия                | Латвия                | Латвия                | Латвия                | Латвия                | Латвия                | 2                     |           |   |               |               |               |               |               |               |               |               |               |               |    |          |                   |           |           |           |           |           |           |           |           |           |           |           |           |           |           |           |           |       |       |       |       |       |
|  | 12D                   | Латвия                | Латвия                | Латвия                | Латвия                | Латвия                | Латвия                | Латвия                | Латвия                | 2                     |           |   |               |               |               |               |               |               |               |               |               |               |    |          |                   |           |           |           |           |           |           |           |           |           | 1D        | США       | США       | США       | США       | США       | США       | США   | США   | 2     |       |       |
|  |                       |                       |                       |                       |                       |                       |                       |                       |                       |                       |           |   |               |               |               |               |               |               |               |               |               |               |    |          |                   |           |           |           |           |           |           |           |           |           | 1D        | США       | США       | США       | США       | США       | США       | США   | США   | 2     |       |       |
|  |                       |                       | 6D                    | Канада                | Канада                | Канада                | Канада                | Канада                | Канада                | Канада                | Канада    | 3 |               |               |               |               |               |               |               |               |               |               |    |          |                   |           |           |           |           |           |           |           |           |           |           |           |           |           |           |           |           |       |       |       |       |       |
|  |                       |                       |                       |                       |                       |                       |                       |                       |                       |                       | Канада    | 3 |               |               |               |               |               |               |               |               |               |               |    |          |                   |           |           |           |           |           |           |           |           |           |           |           |           |           |           |           |           |       |       |       |       |       |
|  |                       |                       |                       |                       |                       |                       |                       |                       |                       |                       |           |   |               |               |               |               |               |               |               |               |               |               |    |          |                   |           |           |           |           |           |           |           |           |           |           |           |           |           |           |           |           |       |       |       |       |       |
|  |                       |                       |                       |                       |                       |                       |                       |                       |                       |                       |           |   |               |               |               |               |               |               |               |               |               |               |    |          |                   |           |           |           |           |           |           |           |           |           |           |           |           |           |           |           |           |       |       |       |       |       |
|  | 2D                    | Швеция                | Швеция                | Швеция                | Швеция                | Швеция                | Швеция                | Швеция                | Швеция                | 3                     |           |   |               |               |               |               |               |               |               |               |               |               |    |          |                   |           |           |           |           |           |           |           |           |           |           |           |           |           |           |           |           |       |       |       |       |       |
|  | 2D                    | Швеция                | Швеция                | Швеция                | Швеция                | Швеция                | Швеция                | Швеция                | Швеция                | 3                     |           |   |               |               |               |               |               |               |               |               |               |               |    |          |                   |           |           |           |           |           |           |           |           |           |           |           |           |           |           |           |           |       |       |       |       |       |
|  |                       |                       | 7D                    | Словакия              | Словакия              | Словакия              | Словакия              | Словакия              | Словакия              | Словакия              | Словакия  | 4 |               |               |               |               |               |               |               |               |               |               |    |          |                   |           |           |           |           |           |           |           |           |           |           |           |           |           |           |           |           |       |       |       |       |       |
|  | 7D                    | Словакия              | Словакия              | Словакия              | Словакия              | Словакия              | Словакия              | Словакия              | Словакия              | Словакия              | Словакия  | 4 | 4             |               |               |               |               |               |               |               |               |               |    |          |                   |           |           |           |           |           |           |           |           |           |           |           |           |           |           |           |           |       |       |       |       |       |
|  | 7D                    | Словакия              | Словакия              | Словакия              | Словакия              | Словакия              | Словакия              | Словакия              | Словакия              |                       |           |   | 4             |               |               |               |               |               |               |               |               |               |    |          |                   |           |           |           |           |           |           |           |           |           |           |           |           |           |           |           |           |       |       |       |       |       |
|  | 10D                   | Норвегия              | Норвегия              | Норвегия              | Норвегия              | Норвегия              | Норвегия              | Норвегия              | Норвегия              | 3                     |           |   |               |               |               |               |               |               |               |               |               |               |    |          |                   |           |           |           |           |           |           |           |           |           |           |           |           |           |           |           |           |       |       |       |       |       |
|  | 10D                   | Норвегия              | Норвегия              | Норвегия              | Норвегия              | Норвегия              | Норвегия              | Норвегия              | Норвегия              | 3                     |           |   |               |               |               |               |               |               |               |               |               |               | 7D | Словакия | Словакия          | Словакия  | Словакия  | Словакия  | Словакия  | Словакия  | Словакия  | 2         |           |           |           |           |           |           |           |           |           |       |       |       |       |       |
|  |                       |                       |                       |                       |                       |                       |                       |                       |                       |                       |           |   |               |               |               |               |               |               |               |               |               |               | 7D | Словакия | Словакия          | Словакия  | Словакия  | Словакия  | Словакия  | Словакия  | Словакия  | 2         |           |           |           |           |           |           |           |           |           |       |       |       |       |       |
|  |                       |                       | 6D                    | Канада                | Канада                | Канада                | Канада                | Канада                | Канада                | Канада                | Канада    | 3 |               |               |               |               |               |               |               |               |               |               |    |          |                   |           |           |           |           |           |           |           |           |           |           |           |           |           |           |           |           |       |       |       |       |       |
|  |                       |                       | 6D                    | Канада                | Канада                | Канада                | Канада                | Канада                | Канада                | Канада                | Канада    | 3 |               |               |               |               |               |               |               |               |               |               |    |          | Матч за 3-е место |           |           |           |           |           |           |           |           |           |           |           |           |           |           |           |           |       |       |       |       |       |
|  |                       |                       |                       |                       |                       |                       |                       |                       |                       |                       |           |   |               |               |               |               |               |               |               |               |               |               |    |          |                   |           |           |           |           |           |           |           |           |           |           |           |           |           |           |           |           |       |       |       |       |       |
|  |                       |                       |                       |                       |                       |                       |                       |                       |                       |                       |           |   |               |               |               |               |               |               |               |               |               |               |    |          |                   |           |           |           |           |           |           |           |           |           |           |           |           |           |           |           |           |       |       |       |       |       |
|  | 3D                    | Россия                | Россия                | Россия                | Россия                | Россия                | Россия                | Россия                | Россия                | 3                     |           |   |               |               |               |               |               |               |               |               |               |               |    |          |                   |           |           |           |           |           |           |           |           |           |           |           |           |           |           |           |           |       |       |       |       |       |
|  | 3D                    | Россия                | Россия                | Россия                | Россия                | Россия                | Россия                | Россия                | Россия                | 3                     |           |   |               |               |               |               |               |               |               |               |               |               |    |          |                   |           |           |           |           |           |           |           | 4D        | Финляндия | Финляндия | Финляндия | Финляндия | Финляндия | Финляндия | Финляндия | Финляндия | 5     |       |       |       |       |
|  |                       |                       | 6D                    | Канада                | Канада                | Канада                | Канада                | Канада                | Канада                | Канада                | Канада    | 7 |               |               |               |               |               |               |               |               |               |               |    |          |                   |           |           |           |           |           |           |           | 4D        | Финляндия | Финляндия | Финляндия | Финляндия | Финляндия | Финляндия | Финляндия | Финляндия | 5     |       |       |       |       |
|  | 6D                    | Канада                | Канада                | Канада                | Канада                | Канада                | Канада                | Канада                | Канада                | Канада                | Канада    | 7 | 8             |               |               |               |               |               |               |               |               |               |    |          |                   |           |           | 7D        | Словакия  | Словакия  | Словакия  | Словакия  | Словакия  | Словакия  | Словакия  | Словакия  | 3         |           |           |           |           |       |       |       |       |       |
|  | 6D                    | Канада                | Канада                | Канада                | Канада                | Канада                | Канада                | Канада                | Канада                |                       |           |   | 8             |               |               |               |               |               |               |               |               |               |    |          |                   |           |           | 7D        | Словакия  | Словакия  | Словакия  | Словакия  | Словакия  | Словакия  | Словакия  | Словакия  | 3         |           |           |           |           |       |       |       |       |       |
|  | 11D                   | Германия              | Германия              | Германия              | Германия              | Германия              | Германия              | Германия              | Германия              | 2                     |           |   |               |               |               |               |               |               |               |               |               |               |    |          |                   |           |           |           |           |           |           |           |           |           |           |           |           |           |           |           |           |       |       |       |       |       |

### Квалификация плей-офф
Время местное (UTC-8).
| 23 февраля 2010 12:00 | Швейцария | 3:2 (Б) (1:1, 1:1, 0:0, 0:0, 1:0) | Беларусь | Канада Хоккей Плэйс, Ванкувер Зрителей: 17 397 |

| Отчёт | Отчёт                      | Отчёт                                                                                               | Отчёт                      | Отчёт                           |
| --- | -------------------------- | --------------------------------------------------------------------------------------------------- | -------------------------- | ------------------------------- |
| |                            | |                            |                                 |
| | Йонас Хиллер — 00:00-70:00 | Вратари                                                                                             | 00:00-70:00 — Андрей Мезин | Судьи: Пол Деворски Петер Орсаг |
| | Голы:                      | |                            | Судьи: Пол Деворски Петер Орсаг |
| Юлин Шпрунгер (бол.) — 12:25 (Р. Вик, М. Плюсс) Хнат Доменичелли (бол.) — 27:07 (М. Штрайт, З. Блинденбахер) Романо Лемм (поб. бул.) — 70:00 | 0:1 :1 2:1 2:2 3:2         | 00:59 — Алексей Калюжный (В. Костючёнок) 35:42 — Константин Захаров (бол.) (А. Угаров, Н. Стасенко) |                            | Судьи: Пол Деворски Петер Орсаг |
| | Буллиты:                   | |                            | Судьи: Пол Деворски Петер Орсаг |
| Томас Дерюн Романо Лемм Иво Рютеман |                            | Олег Антоненко Дмитрий Мелешко Сергей Костицын                                                      |                            | Судьи: Пол Деворски Петер Орсаг |
| |                            | |                            | Судьи: Пол Деворски Петер Орсаг |
| 10 мин | Штраф                      | 6 мин                                                                                               |                            | Судьи: Пол Деворски Петер Орсаг |
| |                            | |                            |                                 |
| | 43                         | Броски                                                                                              | 32                         |                                 |

| 23 февраля 2010 16:30 | Канада | 8:2 (1:0, 3:1, 4:1) | Германия | Канада Хоккей Плэйс, Ванкувер Зрителей: 17 723 |

| Отчёт | Отчёт                                   | Отчёт                                                                                     | Отчёт                      | Отчёт                          |
| --- | --------------------------------------- | ----------------------------------------------------------------------------------------- | -------------------------- | ------------------------------ |
| |                                         |                                                                                           |                            |                                |
| | Роберто Люонго — 00:00-60:00            | Вратари                                                                                   | 00:00-60:00 — Томас Грайсс | Судьи: Юри Рённ Кристофер Руни |
| | Голы:                                   |                                                                                           |                            | Судьи: Юри Рённ Кристофер Руни |
| Джо Торнтон — 10:13 (Д. Хитли, Д. Кит) Ши Уэбер — 22:32 (М. Ричардс) Джером Игинла (бол.) — 23:41 (Д. Даути, Э. Стаал) Джером Игинла — 28:50 (Э. Стаал, Д. Бойл) Сидни Кросби — 41:10 (Э. Стаал, Д. Кит) Майк Ричардс — 46:41 (Б. Морроу, Дж. Тэйвз) Скотт Нидермайер — 51:22 Рик Нэш — 56:28 (К. Пронгер) | 1:0 2:0 3:0 4:0 4:1 5:1 6:1 7:1 8:1 8:2 | 36:34 — Марцель Гоч (К. Шмидт, М. Мюллер) 58:58 — Мануэль Клинге (М. Мюллер, К. Хоспельт) |                            | Судьи: Юри Рённ Кристофер Руни |
| |                                         |                                                                                           |                            | Судьи: Юри Рённ Кристофер Руни |
| |                                         |                                                                                           |                            | Судьи: Юри Рённ Кристофер Руни |
| |                                         |                                                                                           |                            | Судьи: Юри Рённ Кристофер Руни |
| 6 мин | Штраф                                   | 4 мин                                                                                     |                            | Судьи: Юри Рённ Кристофер Руни |
| |                                         |                                                                                           |                            |                                |
| | 39                                      | Броски                                                                                    | 23                         |                                |

| 23 февраля 2010 19:00 | Чехия | 3:2 (OT) (2:0, 0:0, 0:2, 1:0) | Латвия | Зимний спортивный центр UBC, Ванкувер Зрителей: 5448 |

| Отчёт | Отчёт                      | Отчёт                                                                                                | Отчёт                           | Отчёт                             |
| --- | -------------------------- | --- | ------------------------------- | --------------------------------- |
| |                            | |                                 |                                   |
| | Томаш Вокоун — 00:00-65:10 | Вратари                                                                                              | 00:00-65:10 — Эдгарс Масальскис | Судьи: Билл Маккрири Брент Райбер |
| | Голы:                      | |                                 | Судьи: Билл Маккрири Брент Райбер |
| Томаш Ролинек (бол.) — 05:52 (Ф. Куба, М. Гавлат) Томаш Флейшманн — 11:06 (Д. Крейчи, Р. Червенка) Давид Крейчи — 65:10 (Т. Флейшманн) | 1:0 2:0 2:1 2:2 3:2        | 52:02 — Мартиньш Ципулис (А. Ниживий, К. Редлихс) 56:19 — Микелис Редлихс (А. Берзиньш, Л. Дарзиньш) |                                 | Судьи: Билл Маккрири Брент Райбер |
| |                            | |                                 | Судьи: Билл Маккрири Брент Райбер |
| |                            | |                                 | Судьи: Билл Маккрири Брент Райбер |
| |                            | |                                 | Судьи: Билл Маккрири Брент Райбер |
| 10 мин | Штраф                      | 10 мин                                                                                               |                                 | Судьи: Билл Маккрири Брент Райбер |
| |                            | |                                 |                                   |
| | 50                         | Броски                                                                                               | 26                              |                                   |

| 23 февраля 2010 21:00 | Словакия | 4:3 (3:1, 0:2, 1:0) | Норвегия | Канада Хоккей Плэйс, Ванкувер Зрителей: 17 583 |

| Отчёт | Отчёт                       | Отчёт | Отчёт                     | Отчёт                                |
| --- | --------------------------- | --- | ------------------------- | ------------------------------------ |
| |                             | |                           |                                      |
| | Ярослав Галак — 00:00-60:00 | Вратари | 00:00-59:14 — Пол Гротнес | Судьи: Вячеслав Буланов Марк Жоанетт |
| | Голы:                       | |                           | Судьи: Вячеслав Буланов Марк Жоанетт |
| Михал Гандзуш (бол.) — 07:03 (М. Габорик, Мариан Госса) Мариан Габорик — 09:48 (П. Демитра, З. Хара) Рихард Зедник (бол.) — 18:52 (Й. Штумпел, Ж. Палффи) Мирослав Шатан — 48:41 (Л. Вишнёвский, Р. Зедник) | 1:0 2:0 2:1 3:1 3:2 3:3 4:3 | 18:06 — Матс Цуккарелло (Ю. Холёс) 27:27 — Торе Викинстад (П. Торесен, М. Цуккарелло) 39:59 — Андерс Бастиансен (М. Олимб, П. Торесен) |                           | Судьи: Вячеслав Буланов Марк Жоанетт |
| |                             | |                           | Судьи: Вячеслав Буланов Марк Жоанетт |
| |                             | |                           | Судьи: Вячеслав Буланов Марк Жоанетт |
| |                             | |                           | Судьи: Вячеслав Буланов Марк Жоанетт |
| 4 мин | Штраф                       | 29 мин |                           | Судьи: Вячеслав Буланов Марк Жоанетт |
| |                             | |                           |                                      |
| | 40                          | Броски | 19                        |                                      |

### Четвертьфинал
Время местное (UTC-8).
| 24 февраля 2010 12:00 | США | 2:0 (0:0, 0:0, 2:0) | Швейцария | Канада Хоккей Плэйс, Ванкувер Зрителей: 17 536 |

| Отчёт                                                                         | Отчёт                      | Отчёт   | Отчёт                                  | Отчёт                           |
| ----------------------------------------------------------------------------- | -------------------------- | ------- | -------------------------------------- | ------------------------------- |
|                                                                               |                            |         |                                        |                                 |
|                                                                               | Райан Миллер — 00:00-60:00 | Вратари | 00:00-58:17 — Йонас Хиллер 59:48-60:00 | Судьи: Пол Деворски Петер Орсаг |
|                                                                               | Голы:                      |         |                                        | Судьи: Пол Деворски Петер Орсаг |
| Зак Паризе (бол.) — 42:08 (Б. Рафалски, П. Штястны) Зак Паризе (п.в.) — 59:48 | 1:0 2:0                    |         |                                        | Судьи: Пол Деворски Петер Орсаг |
|                                                                               |                            |         |                                        | Судьи: Пол Деворски Петер Орсаг |
|                                                                               |                            |         |                                        | Судьи: Пол Деворски Петер Орсаг |
|                                                                               |                            |         |                                        | Судьи: Пол Деворски Петер Орсаг |
| 6 мин                                                                         | Штраф                      | 8 мин   |                                        | Судьи: Пол Деворски Петер Орсаг |
|                                                                               |                            |         |                                        |                                 |
|                                                                               | 44                         | Броски  | 19                                     |                                 |

| 24 февраля 2010 16:30 | Россия | 3:7 (1:4, 2:3, 0:0) | Канада | Канада Хоккей Плэйс, Ванкувер Зрителей: 17 740 |

| Отчёт | Отчёт                                                      | Отчёт | Отчёт                        | Отчёт                                |
| --- | ---------------------------------------------------------- | --- | ---------------------------- | ------------------------------------ |
| |                                                            | |                              |                                      |
| | Евгений Набоков — 00:00-24:07 Илья Брызгалов — 24:07-60:00 | Вратари | 00:00-60:00 — Роберто Люонго | Судьи: Деннис ЛаРю Маркус Виннерборг |
| | Голы:                                                      | |                              | Судьи: Деннис ЛаРю Маркус Виннерборг |
| Дмитрий Калинин — 14:39 (А. Волченков, С. Фёдоров) Максим Афиногенов — 24:46 (И. Ковальчук, Д. Гребешков) Сергей Гончар (бол.) — 31:40 (Е. Малкин) | 0:1 0:2 0:3 1:3 1:4 1:5 1:6 2:6 2:7 3:7                    | 02:21 — Райан Гецлаф (Д. Бойл, К. Пронгер) 12:09 — Дэн Бойл (бол.) (Д. Хитли, П. Марло) 12:55 — Рик Нэш (Дж. Тэйвз, М. Ричардс) 18:18 — Бренден Морроу (Д. Бойл, Д. Кит) 23:10 — Кори Перри (Р. Гецлаф, Д. Кит) 24:07 — Ши Уэбер (Дж. Тэйвз, Дж. Игинла) 29:51 — Кори Перри (Э. Стаал, Р. Гецлаф) |                              | Судьи: Деннис ЛаРю Маркус Виннерборг |
| |                                                            | |                              | Судьи: Деннис ЛаРю Маркус Виннерборг |
| |                                                            | |                              | Судьи: Деннис ЛаРю Маркус Виннерборг |
| |                                                            | |                              | Судьи: Деннис ЛаРю Маркус Виннерборг |
| 10 мин | Штраф                                                      | 10 мин |                              | Судьи: Деннис ЛаРю Маркус Виннерборг |
| |                                                            | |                              |                                      |
| | 28                                                         | Броски | 42                           |                                      |

| 24 февраля 2010 19:00 | Финляндия | 2:0 (0:0, 0:0, 2:0) | Чехия | Зимний спортивный центр UBC, Ванкувер Зрителей: 5461 |

| Отчёт                                                                                 | Отчёт                          | Отчёт   | Отчёт                                  | Отчёт                                 |
| ------------------------------------------------------------------------------------- | ------------------------------ | ------- | -------------------------------------- | ------------------------------------- |
|                                                                                       |                                |         |                                        |                                       |
|                                                                                       | Миикка Кипрусофф — 00:00-60:00 | Вратари | 00:00-58:18 — Томаш Вокоун 58:25-59:09 | Судьи: Дэниэль О'Хэллоран Брэд Уотсон |
|                                                                                       | Голы:                          |         |                                        | Судьи: Дэниэль О'Хэллоран Брэд Уотсон |
| Никлас Хагман (бол.) — 53:34 (Я. Нискала) Валттери Филппула (п.в.) — 58:25 (М. Койву) | 1:0 2:0                        |         |                                        | Судьи: Дэниэль О'Хэллоран Брэд Уотсон |
|                                                                                       |                                |         |                                        | Судьи: Дэниэль О'Хэллоран Брэд Уотсон |
|                                                                                       |                                |         |                                        | Судьи: Дэниэль О'Хэллоран Брэд Уотсон |
|                                                                                       |                                |         |                                        | Судьи: Дэниэль О'Хэллоран Брэд Уотсон |
| 4 мин                                                                                 | Штраф                          | 12 мин  |                                        | Судьи: Дэниэль О'Хэллоран Брэд Уотсон |
|                                                                                       |                                |         |                                        |                                       |
|                                                                                       | 31                             | Броски  | 31                                     |                                       |

| 24 февраля 2010 21:00 | Швеция | 3:4 (0:0, 2:3, 1:1) | Словакия | Канада Хоккей Плэйс, Ванкувер Зрителей: 17 493 |

| Отчёт | Отчёт                          | Отчёт | Отчёт                       | Отчёт                         |
| --- | ------------------------------ | --- | --------------------------- | ----------------------------- |
| |                                | |                             |                               |
| | Хенрик Лундквист — 00:00-59:05 | Вратари | 00:00-60:00 — Ярослав Галак | Судьи: Билл Маккрири Юри Рённ |
| | Голы:                          | |                             | Судьи: Билл Маккрири Юри Рённ |
| Патрик Хёрнквист — 33:49 (П. Форсберг) Хенрик Зеттерберг — 34:26 (Т. Энстрём) Даниэль Альфредссон — 49:39 (Н. Бекстрём, Л. Эрикссон) | 0:1 0:2 1:2 2:2 2:3 2:4 3:4    | 27:34 — Мариан Габорик (бол.) (Мариан Госса, П. Демитра) 28:11 — Андрей Секера (Р. Зедник, Ж. Палффи) 39:12 — Павол Демитра (бол.) (З. Хара, Мариан Госса) 49:01 — Томаш Копецки (Мариан Госса, П. Демитра) |                             | Судьи: Билл Маккрири Юри Рённ |
| |                                | |                             | Судьи: Билл Маккрири Юри Рённ |
| |                                | |                             | Судьи: Билл Маккрири Юри Рённ |
| |                                | |                             | Судьи: Билл Маккрири Юри Рённ |
| 10 мин | Штраф                          | 6 мин |                             | Судьи: Билл Маккрири Юри Рённ |
| |                                | |                             |                               |
| | 29                             | Броски | 14                          |                               |

### Полуфинал
Время местное (UTC-8).
| 26 февраля 2010 12:00 | США | 6:1 (6:0, 0:0, 0:1) | Финляндия | Канада Хоккей Плэйс, Ванкувер Зрителей: 17 602 |

| Отчёт | Отчёт                                              | Отчёт                                       | Отчёт                                                        | Отчёт                                       |
| --- | -------------------------------------------------- | ------------------------------------------- | ------------------------------------------------------------ | ------------------------------------------- |
| |                                                    |                                             |                                                              |                                             |
| | Райан Миллер — 00:00-48:29 Тим Томас — 48:29-60:00 | Вратари                                     | 00:00-10:08 — Миикка Кипрусофф 10:08-60:00 — Никлас Бекстрём | Судьи: Дэниэль О'Хэллоран Маркус Виннерборг |
| | Голы:                                              |                                             |                                                              | Судьи: Дэниэль О'Хэллоран Маркус Виннерборг |
| Райан Мэлоун — 02:04 Зак Паризе (бол.) — 06:22 (П. Штястны, Б. Рафалски) Эрик Джонсон (бол.) — 08:36 (Дж. Павелски, Р. Мэлоун) Патрик Кейн — 10:08 Патрик Кейн — 12:31 (Б. Рафалски) Пол Штястны — 12:46 (Дж. Лангенбруннер, З. Паризе) | 1:0 2:0 3:0 4:0 5:0 6:0 6:1                        | 54:46 — Антти Миеттинен (бол.) (С. Леписто) |                                                              | Судьи: Дэниэль О'Хэллоран Маркус Виннерборг |
| |                                                    |                                             |                                                              | Судьи: Дэниэль О'Хэллоран Маркус Виннерборг |
| |                                                    |                                             |                                                              | Судьи: Дэниэль О'Хэллоран Маркус Виннерборг |
| |                                                    |                                             |                                                              | Судьи: Дэниэль О'Хэллоран Маркус Виннерборг |
| 6 мин | Штраф                                              | 20 мин                                      |                                                              | Судьи: Дэниэль О'Хэллоран Маркус Виннерборг |
| |                                                    |                                             |                                                              |                                             |
| | 25                                                 | Броски                                      | 25                                                           |                                             |

| 26 февраля 2010 18:30 | Канада | 3:2 (2:0, 1:0, 0:2) | Словакия | Канада Хоккей Плэйс, Ванкувер Зрителей: 17 779 |

| Отчёт | Отчёт                        | Отчёт                                                                                      | Отчёт                       | Отчёт                       |
| --- | ---------------------------- | ------------------------------------------------------------------------------------------ | --------------------------- | --------------------------- |
| |                              |                                                                                            |                             |                             |
| | Роберто Люонго — 00:00-60:00 | Вратари                                                                                    | 00:00-59:05 — Ярослав Галак | Судьи: Деннис ЛаРю Юри Рённ |
| | Голы:                        |                                                                                            |                             | Судьи: Деннис ЛаРю Юри Рённ |
| Патрик Марло — 13:30 (Ш. Уэбер, С. Нидермайер) Бренден Морроу — 15:17 (К. Пронгер, Р. Гецлаф) Райан Гецлаф (бол.) — 36:54 (К. Перри, К. Пронгер) | 1:0 2:0 3:0 3:1 3:2          | 51:35 — Любомир Вишнёвский (Й. Штумпел) 55:07 — Михал Гандзуш (бол.) (Р. Зедник, М. Шатан) |                             | Судьи: Деннис ЛаРю Юри Рённ |
| |                              |                                                                                            |                             | Судьи: Деннис ЛаРю Юри Рённ |
| |                              |                                                                                            |                             | Судьи: Деннис ЛаРю Юри Рённ |
| |                              |                                                                                            |                             | Судьи: Деннис ЛаРю Юри Рённ |
| 2 мин | Штраф                        | 4 мин                                                                                      |                             | Судьи: Деннис ЛаРю Юри Рённ |
| |                              |                                                                                            |                             |                             |
| | 28                           | Броски                                                                                     | 21                          |                             |

### Матч за 3-е место
Время местное (UTC-8).
| 27 февраля 2010 19:00 | Финляндия | 5:3 (1:0, 0:3, 4:0) | Словакия | Канада Хоккей Плэйс, Ванкувер Зрителей: 17 322 |

| Отчёт | Отчёт                           | Отчёт | Отчёт                                   | Отчёт                           |
| --- | ------------------------------- | --- | --------------------------------------- | ------------------------------- |
| |                                 | |                                         |                                 |
| | Миикка Кипрусофф — 00:00-60:00  | Вратари | 00:00-58:22 — Ярослав Галак 59:49-60:00 | Судьи: Пол Деворски Брэд Уотсон |
| | Голы:                           | |                                         | Судьи: Пол Деворски Брэд Уотсон |
| Сами Сало (бол.) — 18:50 Никлас Хагман (бол.) — 45:06 (К. Тимонен) Олли Йокинен — 46:41 (Я. Рууту) Олли Йокинен (бол.) — 48:41 (Й. Питкянен, М. Кипрусофф) Валттери Филппула (п.в.) — 59:49 (К. Тимонен) | 1:0 1:1 1:2 1:3 2:3 3:3 4:3 5:3 | 29:56 — Мариан Габорик (бол.) (П. Демитра, З. Хара) 35:38 — Мариан Госса ((бол.) (М. Гандзуш, П. Демитра) 38:45 — Павол Демитра (мен.) (Мариан Госса) |                                         | Судьи: Пол Деворски Брэд Уотсон |
| |                                 | |                                         | Судьи: Пол Деворски Брэд Уотсон |
| |                                 | |                                         | Судьи: Пол Деворски Брэд Уотсон |
| |                                 | |                                         | Судьи: Пол Деворски Брэд Уотсон |
| 14 мин | Штраф                           | 18 мин |                                         | Судьи: Пол Деворски Брэд Уотсон |
| |                                 | |                                         |                                 |
| | 33                              | Броски | 22                                      |                                 |

### Финал
Время местное (UTC-8).
| 28 февраля 2010 12:15 | США | 2:3 (OT) (0:1, 1:1, 1:0, 0:1) | Канада | Канада Хоккей Плэйс, Ванкувер Зрителей: 17 748 |

| Отчёт                                                                          | Отчёт                                  | Отчёт | Отчёт                        | Отчёт                                   |
| ------------------------------------------------------------------------------ | -------------------------------------- | --- | ---------------------------- | --------------------------------------- |
|                                                                                |                                        | |                              |                                         |
|                                                                                | Райан Миллер — 00:00-58:33 59:35-67:40 | Вратари | 00:00-67:40 — Роберто Люонго | Судьи: Билл Маккрири Дэниэль О'Хэллоран |
|                                                                                | Голы:                                  | |                              | Судьи: Билл Маккрири Дэниэль О'Хэллоран |
| Райан Кеслер — 32:44 (П. Кейн) Зак Паризе — 59:35 (Дж. Лангенбруннер, П. Кейн) | 0:1 0:2 1:2 2:2 2:3                    | 12:50 — Джонатан Тэйвз (М. Ричардс) 27:13 — Кори Перри (Р. Гецлаф, Д. Кит) 67:40 — Сидни Кросби (Дж. Игинла) |                              | Судьи: Билл Маккрири Дэниэль О'Хэллоран |
|                                                                                |                                        | |                              | Судьи: Билл Маккрири Дэниэль О'Хэллоран |
|                                                                                |                                        | |                              | Судьи: Билл Маккрири Дэниэль О'Хэллоран |
|                                                                                |                                        | |                              | Судьи: Билл Маккрири Дэниэль О'Хэллоран |
| 4 мин                                                                          | Штраф                                  | 4 мин |                              | Судьи: Билл Маккрири Дэниэль О'Хэллоран |
|                                                                                |                                        | |                              |                                         |
|                                                                                | 36                                     | Броски | 39                           |                                         |

## Рейтинг и статистика

### Итоговое положение команд

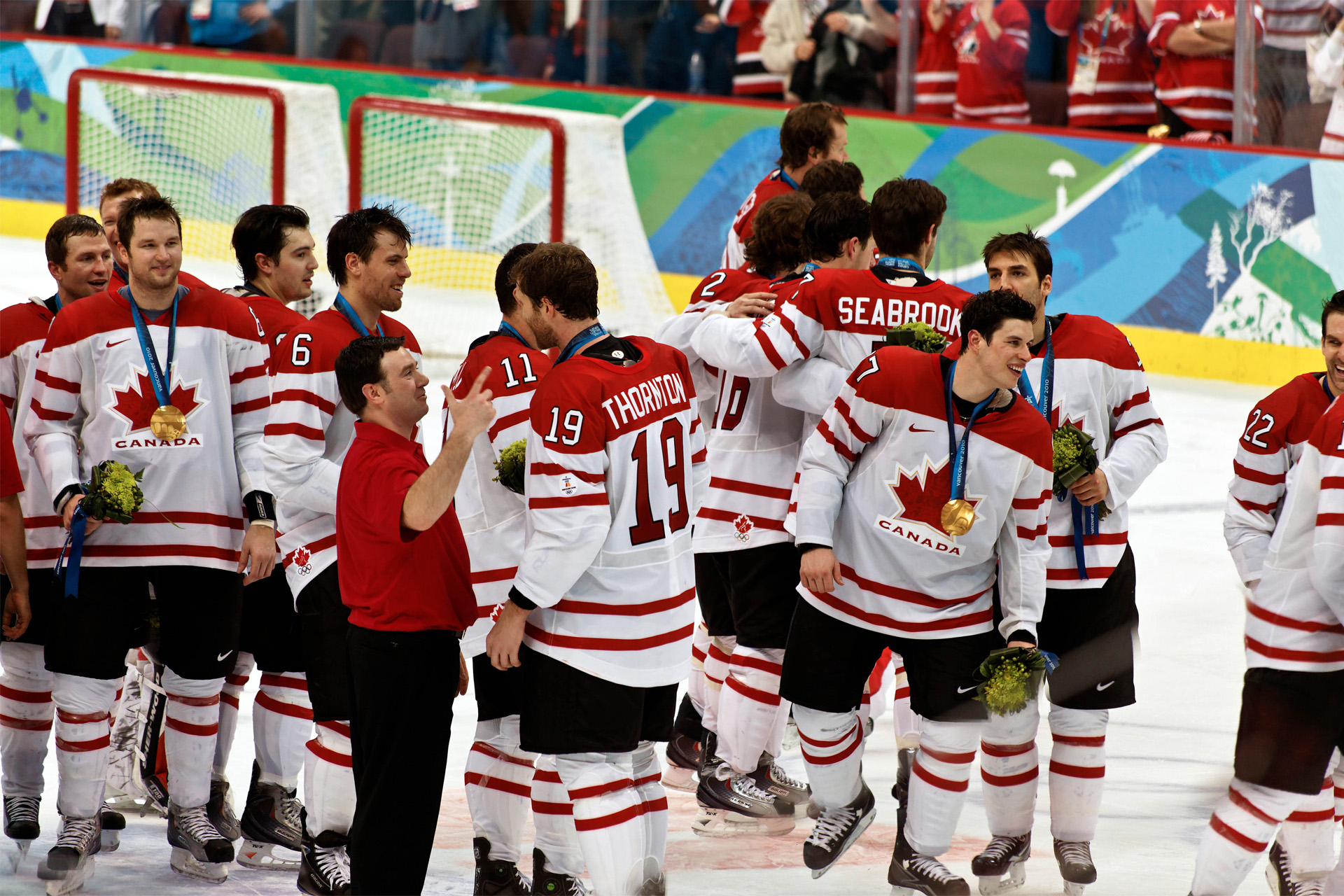
Олимпийские чемпионы — сборная Канады

| 1   | Канада    |
| 2   | США       |
| 3   | Финляндия |
| 4.  | Словакия  |
| 5.  | Швеция    |
| 6.  | Россия    |
| 7.  | Чехия     |
| 8.  | Швейцария |
| 9.  | Беларусь  |
| 10. | Норвегия  |
| 11. | Германия  |
| 12. | Латвия    |

| Олимпийский чемпион 2010 |
| Канада Восьмой титул     |

### Лучшие бомбардиры
| Игрок           | И | Г | П | О  | Штр | +/− |
| --------------- | - | - | - | -- | --- | --- |
| Павол Демитра   | 7 | 3 | 7 | 10 | 2   | 0   |
| Мариан Госса    | 7 | 3 | 6 | 9  | 6   | 0   |
| Зак Паризе      | 6 | 4 | 4 | 8  | 0   | +4  |
| Брайан Рафалски | 6 | 4 | 4 | 8  | 2   | +7  |
| Джонатан Тэйвз  | 7 | 1 | 7 | 8  | 2   | +9  |
| Джером Игинла   | 7 | 5 | 2 | 7  | 0   | +5  |
| Сидни Кросби    | 7 | 4 | 3 | 7  | 4   | +2  |
| Дэни Хитли      | 7 | 4 | 3 | 7  | 4   | +1  |
| Райан Гецлаф    | 7 | 3 | 4 | 7  | 2   | +2  |

Примечание: И = Количество проведённых игр; Г = Голы; П = Голевые передачи; О = Очки; Штр = Штрафное время; +/− = Плюс-минус
По данным: IIHF.com

### Лучшие вратари
В списке вратари, сыгравшие не менее 40 % от всего игрового времени их сборной.
| Игрок            | ВП     | Бр  | ПШ | КН   | %ОБ   | И"0" |
| ---------------- | ------ | --- | -- | ---- | ----- | ---- |
| Райан Миллер     | 355:07 | 147 | 8  | 1.35 | 94.56 | 1    |
| Илья Брызгалов   | 100:53 | 52  | 3  | 1.78 | 94.23 | 0    |
| Томаш Вокоун     | 303:35 | 140 | 9  | 1.78 | 93.57 | 0    |
| Хенрик Лундквист | 179:05 | 55  | 4  | 1.34 | 92.73 | 2    |
| Роберто Люонго   | 307:40 | 123 | 9  | 1.76 | 92.68 | 1    |

Примечание: ВП = Время на площадке; Бр = Броски по воротам; ПШ = Пропущено шайб; КН = Коэффициент надёжности; %ОБ = Процент отражённых бросков; И"0" = «Сухие игры»
По данным: IIHF.com

### Индивидуальные награды
Самый ценный игрок (MVP):
- Райан Миллер

Лучшие игроки:
- Вратарь:  Райан Миллер
- Защитник:  Брайан Рафалски
- Нападающий:  Джонатан Тэйвз

Сборная всех звёзд:
- Вратарь:  Райан Миллер
- Защитники:  Брайан Рафалски —  Ши Уэбер
- Нападающие:  Джонатан Тэйвз —  Зак Паризе —  Павол Демитра

## Факты
- За всю историю Олимпийских игр 7 стран становились обладателями золотых медалей.
- Для Сергея Гончара это  была четвертая Олимпиада.
- В составе сборной России на Олимпийских играх в Ванкувере было 14 игроков из НХЛ и 9 – из КХЛ.